# Massimo Parodi
Massimo Parodi, talijanski profesor povijesti srednjovjekovne filozofije, na Sveučilištu u Milanu (Italija). Spada u vodeće talijanske profesore povijesti srednjovjekovne misli. S Mariateresom Fumagalli Beonio Brocchieri napisao Povijest srednjovjekovne filozofije, logičan, sveobuhvatan nastavak prikaza filozofske misli impregnirane kršćanstvom. Prijevod tog djela na hrvatski jezik (preveo Stjepan Kušar) popunjava prazninu koja se na hrvatskome jezičnom području već dugo osjeća u poznavanju srednjovjekovne misli, jer je u Hrvata to bilo zanemarivano razdoblje europske intelektualne povijesti. Ovo joj je djelo nova povijest srednjovjekovnog razdoblja (6. do 14. st.) sastavljena je na temelju prouke izvora i najnovije literature. Uvjerljivo pokazuje kontinuitet i složenost srednjovjekovnog filozofiranja, tijesno povezanog s teologijom. Brocchieri i Parodi daju prednost prikazu pojedinih važnih filozofa i problema te nastoje uravnoteženo prikazati probleme logike, spoznaje, metafizike i znanosti, koje se počinju razvijati u kontekstu srednjovjekovnih sveučilišta diljem Europe.